# Tiereinstreu

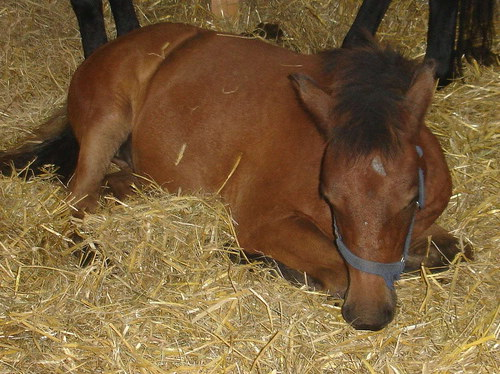
Einstreu aus Stroh in einem Pferdestall

Tiereinstreu, Einstreu oder Streue (im Unterschied zu Streu) sind Materialien, die in der Tierhaltung genutzt werden, um (zum Beispiel in Stallungen und Käfigen) einen bestimmten Bodenbereich abzudecken und so die Ausscheidungen der Tiere aufzunehmen. Ist die Einstreu mit tierischen Ausscheidungen gesättigt, spricht man von Mist.
Die häufigste Anwendungsform in mitteleuropäischen Privathaushalten ist Katzenstreu in Klos für Hauskatzen.

## Materialien und Anwendungen

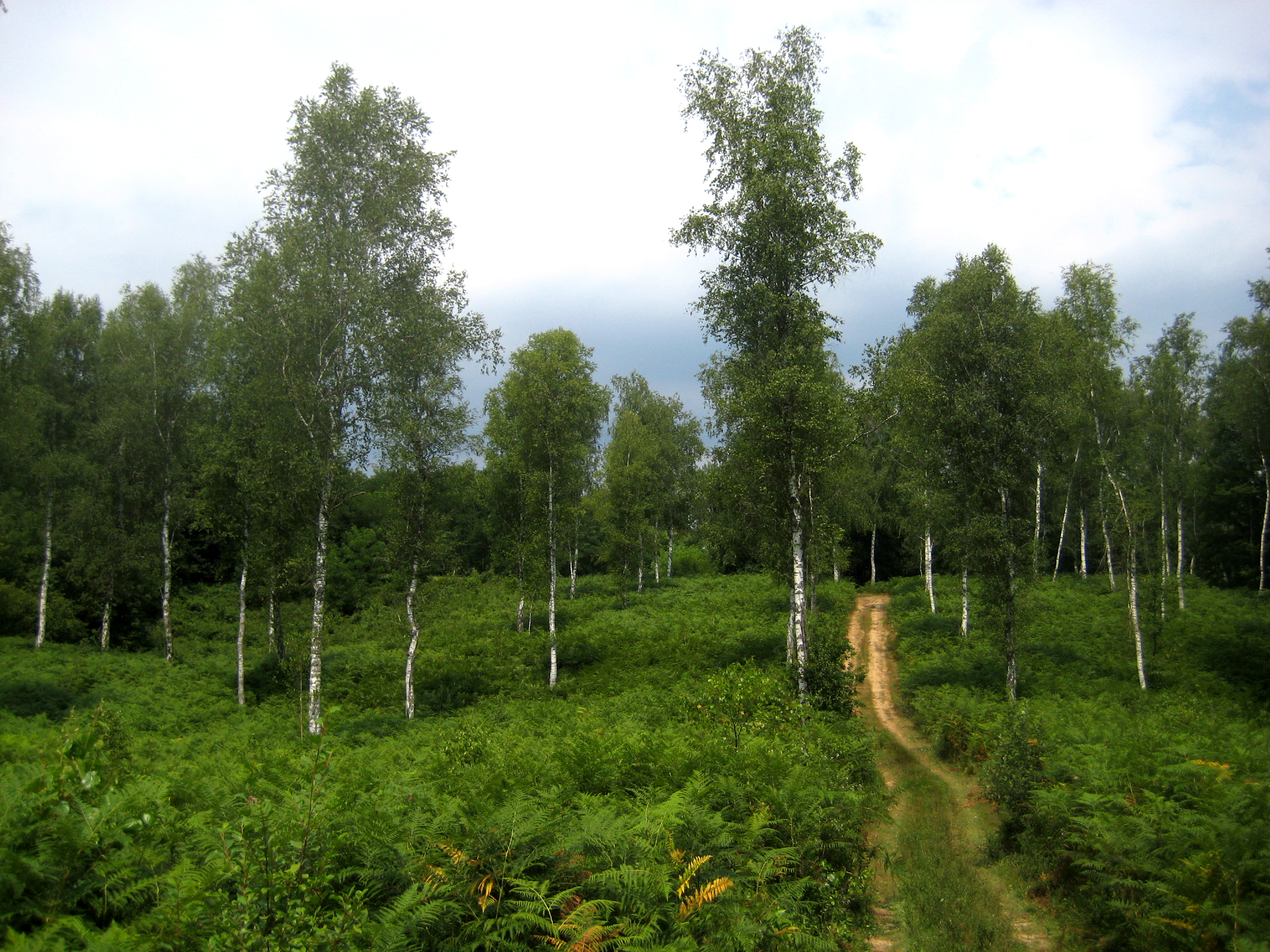
Ein für die Weißkrain typischer Steljnik, wo Adlerfarn als Einstreu für Ställe angebaut wurde

Verwendet werden organische und mineralische Materialien, meist kostengünstige landwirtschaftliche oder industrielle Koppel- oder Nebenprodukte bzw. Produkte preiswerter Primärrohstoffe. Zu den traditionellen und weit verbreiteten Materialien zählen (Getreide-)Stroh, Holzspäne aus Harthölzern (wie Buchen oder Espen) und aus Weichhölzern (wie Kiefern und Zedern) sowie Sand. Weitere organische Materialien für Tiereinstreu sind Hartgräser von Streuwiesen, Schäben aus der Hanf- und Flachsproduktion, Adlerfarn sowie Maisspindelgranulat aus der Verarbeitung von Maisspindeln.
Vor der Einführung des Mineraldüngers war die Streugewinnung ein wichtiger Bestandteil der bäuerlichen Ökonomie. Sie diente nicht nur zur Einstreu in Stallungen, sondern war nach diesem Gebrauch versetzt mit tierischen Kot und Urin als Mist der einzig zur Verfügung stehende Dünger. Streuwiesen wurden bewusst angelegt und die meist hochwüchsigen Stauden im Herbst gemäht, in Heidegebieten wurde das Heidekraut abgeplaggt. Die Gewinnung von Streu aus Niederforsten war ebenso wie die Verwendung des Strohs oder der Flachsfasern keine bloße Nebennutzung. Aus diesem Grunde sind die alten Getreidesorten hochwüchsig, während die neuen Züchtungen kleinwüchsig sind. Mit zunehmender Industrialisierung wurden auch deren Abfallprodukte wie zum Beispiel Papier verwendet.
Bei der Auswahl spielen vor allem die Größe und Art der Haustiere eine Rolle. Wichtige Materialeigenschaften sind die Aufnahmefähigkeit der Einstreu für Flüssigkeiten, die Geruchsbindung, die Lauf- und Liegeeigenschaften für die Haustiere, die möglichst geringe Staubentwicklung sowie die Eigenschaften in Bezug auf Fäulnis, Schimmelbildung und Schädlingsbesiedelung. Die Möglichkeiten zur Entsorgung beziehungsweise Weiternutzung – in der Regel gemeinsam mit den Tierausscheidungen als Wirtschaftsdünger, bei Kleintieren in Haushalten teilweise auch als Bioabfall – sind ebenfalls entscheidend für die Materialwahl.

### Großtierhaltung

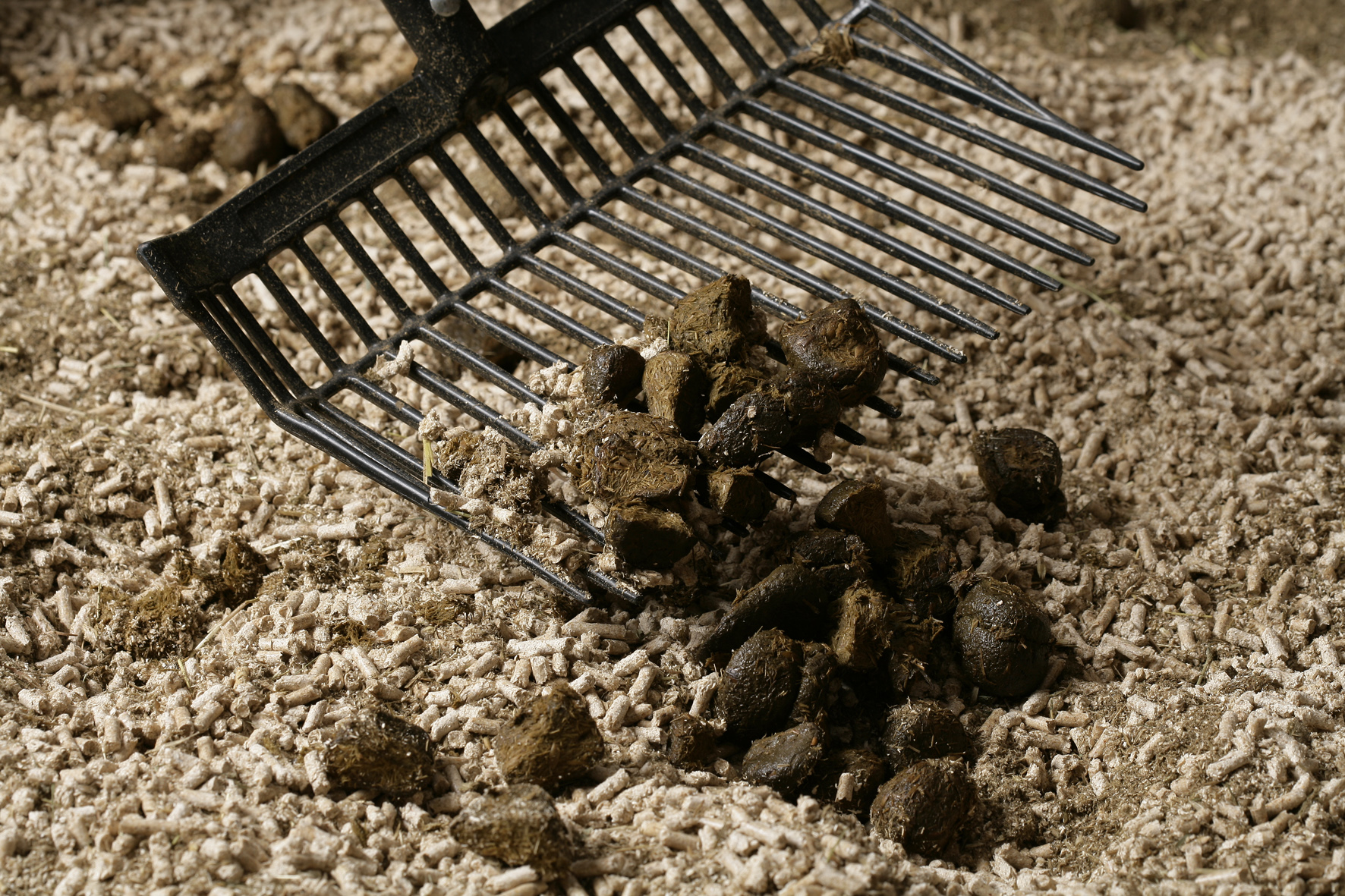
Pelletseinstreu in der Pferdehaltung

Bei der Großtierhaltung, vor allem bei Rindern, Pferden und Schweinen in landwirtschaftlichen Betrieben, kommt vor allem Stroh zum Einsatz. Daneben werden auch Hobel- und Sägespäne, Holzpellets und überständiges Heu unter anderem von Streuwiesen eingesetzt. Insbesondere in der Pferdehaltung gibt es sehr vielfältige Anforderungen an die Einstreu. Es werden Flachs- und Hanfschäben, aber auch Holzspäne aller Art genutzt, die gegenüber dem Getreidestroh eine geringere Anfälligkeit gegenüber Schimmelbefall und eine sehr hohe Absorptionsfähigkeit gegenüber Flüssigkeiten von bis zu 400 Prozent aufweisen. Flachsschäben werden von Pferden aufgrund der in ihnen enthaltenen Bitterstoffe nicht gefressen, Hanfschäben können dagegen vereinzelt gefressen werden und Koliken verursachen, so dass eine Vorbehandlung mit Essigwasser notwendig sein kann. Entstaubte Hobelspäne, Holzpellets oder -granulat werden vorwiegend bei Pferden eingesetzt, die Allergien oder Atemwegsprobleme haben, aber auch, um die Raufutteraufnahme zu regulieren.
Eine besondere Form der Einstreu ist die Matratzeneinstreu.

### Kleintierhaltung
In der Kleintierhaltung, vor allem bei Kleinsäugern, werden vor allem Weichholzspäne verwendet, die im Tiermittelhandel erhältlich sind. Hinzu kommt Wiesenheu, Papier und Sand sowie Hanfschäbenstreu oder Maisspindelgranulat. Bei Vögeln wird vor allem Einstreusand verwendet, wobei vor allem in der Geflügelzucht wiederum Hanfschäben und Maisspindelgranulat eine Rolle spielen können. Für Hunde- und Katzenklos werden meist saugfähige Granulate auf mineralischer (Bentonit, Silikat) oder pflanzlicher Basis verwendet. Pflanzliche Katzenstreu besteht häufig aus Holz, Altpapier, Stroh oder Maisspindelgranulat.